# Форт Детрик
Форт Детрик (на английски: Fort Detrick) e биологична лаборатория на САЩ в щат Мериленд, Фредерик. Мястото е център на програмата за биологични оръжия и биологична защита на САЩ от 1943 г. до 1969 г. След прекратяването на тази програма, базата складира елементи от програмата за биологична защита на Съединените щати.
Мястото първоначално е наричано „Лагер Детрик“, кръстено в чест на хирургът майор Фредерик Л. Детрик, който служи във Франция по време на Първата световна война.
В същата лаборатория е създадено веществото хербицид-дефолиант, използвано по време на американската война във Виетнам.
Генералната счетоводна служба на САЩ издава доклад на 28 септември 1994 г., в който се посочва, че между 1940 и 1974 г. DOD и други агенции са изследвали стотици хиляди хора в тестове и експерименти с опасни вещества.
През 2009 г. изследванията в лабораторията са прекратени от Агенцията за токсични вещества и болести, тъй като се установява съхранение на патогени, които не са включени в списъка на опасни биоматериали. През юни 2008 г. Агенцията за опазване на околната среда заявява, че планира да добави базата към списъка на най-замърсените места в страната. Към тази дата там са работили около 7 900 души. През 2012 г. Националният съвет за научни изследвания на Съединените щати публикува доклад, след като направи разследвания на потенциални опасности за общественото здраве.
Лабораторията отново е затворена през септември 2019 г., когато американските центрове за контрол и превенция на болестите издадоха заповед за прекратяване на изследователските дейности поради остарели съоръжения и изтичане на опасни материали в системата за парна стерилизация, увредена вследствие на буря. Лабораторията привлича общественото внимание с петиция в уебсайта на Белия дом на 10 март 2020 г., свързана със съвпадения във времето между закриването и избухването на вирусната пандемия с COVID-19. Във връзка с необходимостта от нови изследвания CDC дава достъп лабораториите на ниво 3 и 4 на 27 март 2020 г., в които се изучава вирусните заболявания.

## Виж също
- Атаки с антракс от 2001 г.
- Корпус на морската пехота на Съединените щати